# موسم أعاصير الأطلسي 1887
موسم أعاصير الأطلسي 1887 كان هو الموسم الأكثر نشاطًا على الإطلاق من مواسم الأعاصير الأطلسية في ذلك الوقت من حيث عدد العواصف الاستوائية المعروفة التي تشكلت، حيث بلغ عددها 19 عاصفة، على الرغم من أن هذا العدد الإجمالي تمت معادلته أو تجاوزه عدة مرات خلال مواسم الأعاصير اللاحقة.
شهد موسم أعاصير الأطلسي عام 1887 خمس عواصف خارج الموسم، مع حدوث نشاط استوائي في وقت مبكر من شهر مايو، وفي وقت متأخر من شهر ديسمبر من ذلك العام، وبلغت إحدى عشرة عاصفة من عواصف الموسم حالة الأعاصير، والتي كانت اثنتان منها أعاصير كبرى. ومن الجدير بالذكر أيضًا أن حجم النشاط المسجل خلال ذلك الموسم قد وُثق إلى حد كبير دون الاستفادة من التقنيات الحديثة، وهو ما يعني إن الأعاصير المدارية التي وقعت خلال تلك الحقبة، والتي لم تقترب من المناطق المأهولة بالسكان أو ممرات الشحن، وخاصة إذا كانت ضعيفة نسبيًا وقصيرة المدة، ربما ظلت غير مكتشفة. وبالتالي، قد لا تكون البيانات التاريخية المتوفرة عن الأعاصير المدارية خلال تلك الفترة شاملة، مع وجود تحيز في الإحصاء يتراوح ما بين صفر وأربعة أعاصير سنويًا خلال الفترة ما بين عامي 1886 و1910. رُصدت العاصفة الأولى خلال الموسم في 15 مايو (أيار) 1887 بالقرب من برمودا، بينما تبددت العاصفة الأخيرة في 12 ديسمبر (كانون الأول) 1887 فوق كوستاريكا.
ومن بين أعاصير الأطلسي المعروفة التي وقعت خلال موسم عام 1887، وُثّق الإعصارين الأول والثالث لأول مرة عام 1996 باستخدام خوسيه فرنانديز-بارتاجاس وهنري إف. دياز. كما اقترحا تعديلات كبيرة على المسارات المعروفة للعديد من عواصف عام 1887 الأخرى. لاحقًا، قام مشروع إعادة تحليل أعاصير الأطلسي بإطالة مسارات العاصفتين السادسة والخامسة عشرة، ورفع العاصفة الأخيرة إلى مستوى إعصار، على الرغم من أن عدم إضافة أو حذف أي أعاصير من قاعدة بيانات الأعاصير الرسمية. وفي عام 2014، أوصت دراسة إعادة التحليل التي أجراها باحث المناخ مايكل تشينويث بإزالة ثلاث عواصف وإضافة ثمانية أعاصير جديدة إلى قاعدة بيانات الأعاصير الرسمية، ليصل إجمالي عدد أعاصير الأطلسي التي وقعت خلال موسم 1887 إلى 24 إعصارًا.
أحدث عدد قليل من العواصف التي حدثت خلال موسم 1887 بعض الأضرار والخسائر في الأرواح، فقد تسبب الإعصار الرابع في وفاة شخص واحد كما أحدث أضرارًا مادية قُدرت أكثر من 1.5 مليون دولار أمريكي في الأضرار، ويرجع ذلك في الغالب إلى الفيضانات التي ضربت جنوب شرق الولايات المتحدة الأمريكية. مرت الأعاصير الثلاثة التالية قبالة سواحل جزيرة نيوفاوندلاند، واستمرت على مدى أسبوعين، وخلفت ما لا يقل عن عشر حالات وفاة. ثُم تسبب الإعصار التاسع في إغراق 14 بحارًا، كما أحدث تأثيرات كبيرة على جنوب ولاية تكساس وشمال شرق المكسيك. تشكلت بعد ذلك ست عواصف استوائية في أكتوبر (تشرين الأول) من نفس العام، وقد اعتبرت من بين أكثر العواصف التي سُجّلت على الإطلاق خلال ذلك الشهر، وقد أحدثت العاصفة الثالثة عشرة أضرار قُدّرت بما لا تقل عن 10000 دولارًا أمريكيًا في ولاية لويزيانا، بينما ألحق الإعصار السادس عشر أضرارًا قُدّرت بما لا تقل عن 7000 دولار أمريكي، كما تسبب في غرق سفينة وانقلاب سفينة أخرى ممّا أودى بحياة شخصين غرقًا. كذلك أسفر الإعصار التاسع عشر والأخير خلال موسم أعاصير الأطلسي لعام 1887 عن وقوع 15 حالة وفاة في جميع أنحاء البحر الكاريبي.